# Asociación de Agricultores
La Asociación de Agricultores (en lituano: Ūkininkų sąjunga), abreviado como ŪS, fue una asociación económica y más tarde un partido político lituano de ideología demócrata cristiana y agraria que existió entre 1919 y 1940. Fue presidida por Aleksandras Stulginskis (1919-1922) y Eliziejus Draugelis (1922-1940).
Una asociación fundada en 1989 con el mismo nombre reivindica el patrimonio de la ŪS.

## Historia

### Asociación económica
La reunión fundacional de la asociación tuvo lugar los días 28 y 29 de diciembre de 1919. Hubo cinco fundadores oficiales: Aleksandras Stulginskis, Jonas Vailokaitis, Mykolas Krupavičius, Juozas Vailokaitis y Juozas Žebrauskas. Inicialmente, se fundó como una organización puramente económica que buscaba mejorar las condiciones económicas de los agricultores guiada por los valores cristianos. Los objetivos de la asociación incluían la defensa de los derechos de propiedad privada, mejoras en la producción y procesamiento de productos agrícolas, un uso más amplio de maquinaria agrícola y fertilizantes modernos y una mayor disponibilidad de préstamos. En este sentido, se parecía mucho a Žagrė, una cooperativa agrícola que estuvo activa antes de la Primera Guerra Mundial en Marijampolė.
La asociación estableció cooperativas agrícolas, diarios cooperativos, cooperativas de crédito, centros de procesamiento de frutas y lino, puntos de limpieza de granos, etc. Las principales organizaciones que operaban bajo los auspicios de la asociación incluían:
- Banco Central de Agricultores
- Centro de Cooperativas de Lituania
- Unión de la Leche
- Unión de Cooperativas de Agricultores de Lituania
- Cooperativas de crédito locales[2]

La asociación también fundó capítulos locales que crecieron de 5 en 1919 a 380 en 1925. El número de miembros alcanzó un máximo de más de 20,000.

### Partido político
La ŪS fue fundada por activistas del Partido Demócrata Cristiano Lituano (LKDP). Como tal, las dos organizaciones estaban estrechamente conectadas y compartían una agenda política. La ŪS ganó 18 escaños en las elecciones de 1920 (solo obtuvo 3 por sus propios medios, los otros 15 por medio de alianzas con el LKDP) y pasaron a formar parte del «Bloque Demócrata Cristiano» junto con el LKDP y la Federación Lituana del Trabajo. Unido, el Bloque obtuvo la mayoría en el Seimas constituyente, la perdió en 1922 y la recuperó en 1923. En las elecciones de 1926 se produjo una pérdida de apoyo a la ŪS, que se redujo a 11 escaños. Cuando la Federación del Trabajo perdió más de la mitad de sus escaños, el Bloque Demócrata Cristiano perdió su mayoría y el control del gobierno.
Tras el golpe de diciembre de 1926, la ŪS se unió a la oposición al gobierno de Antanas Smetona y posteriormente fue suspendido como partido político por decreto en 1928. Las cooperativas de la asociación y otros establecimientos agrícolas pronto quebraron debido a la política de Smetona. Por lo tanto, la asociación quedó efectivamente inactiva en 1930. Oficialmente, continuó funcionando hasta la ocupación soviética de Lituania en junio de 1940.